# Бахт Сінґх
Бахт (Бахат) Сінґх (гінді बख्त सिंह; 16 серпня 1706 — 21 вересня 1752) — магараджа Марвару в 1751—1752 роках.

## Життєпис
Походив з династії Ратхор. Другий син Аджит Сінґха. Народився 1706 року. 1724 року влаштував змову проти батька, якого було вбито. Цим він випередив свого брата Абхай Сінґха, що також готував змову з джайпурським магараджею Джай Сінґхом II. Після цього протистояв Абхаю, але швидко зазнав поразки й підкорився. Абхай Сінґх став новим магараджею Марвару, а бахт отримав в джаґір місто Нагаур.
Відзначився у військовій кампанії 1730—1731 роках проти Мубариз-уль-Мульк Сарбуланд-хана, що відмовився залишити посаду субадара Гуджарату. Разом з тим продовжував таємно інтригувати проти брата. 1735 року під час походу Абхай Сінґха проти Зоравар Сінґха Ратхора, магараджи Біканеру, підбурив Джай Сінґха II, магараджу Джайпура, напасти на Марвар, чим зірвався успішне завершення підкорення Біканеру. 1739 року також внаслідок інтриг Бахта джайпурський магараджа зміг підійти до Джодхпуру, змусивши до невигідного миру Абхай Сінґха.
Згодом Бахт Сінґх повинився, отримавши прощення у брата. 11 червня 1741 року очолив військо, яке протистояло антимарварській коаліції на чолі із Джай Сінґхом II у битві біля Гангвани, завдавши останній настільки відчутних втрат, що незважаючи на загальну поразку Бахт Сінґх з братом-магараджею домоглися укладання поміркованого мирного договору. 29 червня відхилив своє призначення на посаду субадара Гуджарату, оскільки зрозумів, що не зможе впоратися з загрозами, насамперед з боку місцевих раджей та Держави маратхів.
1749 року після смерті Абхай Сінґха виступив проти свого небожа Рам Сінґха, який був оголошений новим магараджею. 27 листопада 1750 року в битві під Луніавасом Бахт Сінґх здобув рішучу перемогу. У травні 1752 року біля Аджмеру завдав поразки Рам Сінґху, лише у липні 1751 року остаточно переміг суперника. Невдовзі призначається субадаром Аджмеру.
Раптово помер у вересні 1752 року: за офіційною версією від холери, але ймовірніше його було отруєно донькою Аджіт Сінґха (менш імовірно джайпурським магараджею Мадх'я Сінґхом I). Йому спадкував син Віджай Сінґх.

## Культурна діяльність
В Нагаурі перебудував палац в могольському стилі, заклав розкішні сади, і організував для себе придворну художню майстерню, що займалася, переважно, створенням картин, темами яких були його князівські розваги та задоволення. Художники його школи розробили особливу чуттєву естетику, відображаючи в нетипово великих картинах палацову архітектуру і багаті, райські сади раджі. Після сходження на трон в Джодхпурі перевіз цих майстрів, об'єднавши нагаурську і джодхпурську майстерні.